# LAW & ORDER:犯罪心理捜査班
『LAW & ORDER:犯罪心理捜査班』（原題：Law & Order: Law & Order: Criminal Intent）は、アメリカ・NBCおよび傘下のUSAネットワークで放送されているディック・ウルフなど制作の刑事ドラマ。2001年9月から放映が始まり、第6シーズンまではNBCで放映された。第7シーズン以降はUSAネットワークで放映されており、NBCは再放送を扱う。2011年にファイナル・シーズンである第10シーズンが放送され、終了した。
人気ドラマ『LAW & ORDER』のスピンオフ作品の一つである。日本では2008年12月からCSのFOXでシーズン1を、2009年6月からシーズン2を放送。サスペンスシアター FOXCRIMEでは、2010年3月19日からシーズン2が放送開始され、最終シーズンのシーズン10まで放送した。
なお、途中から邦題も原題と同じ『LAW&ORDER:クリミナル・インテント』に変更された。
その後は他局でも放送されており、Dlifeでは『LAW&ORDER:クリミナル・インテント』の邦題で、シーズン1を日本で唯一の吹き替え版が製作されて放送され、以降はシーズン1から字幕版を放送している。また、スーパー!ドラマTVでは『LAW & ORDER:犯罪心理捜査班』の邦題で字幕版のみが放送されている。

## 登場人物
- 以下は「役名:演者(登場話) - Dlifeにおけるシーズン1の吹き替え」の順で記載
  - ロバート・ゴーレン：ヴィンセント・ドノフリオ (シーズン1-4、シーズン5-8の隔話、シーズン9の1-2話、シーズン10) - 石住昭彦
大学卒業後、陸軍犯罪捜査局(ACID)に入隊。
除隊後、ニューヨーク市警察（NYPD）麻薬課に4年間勤務したのち、NYPD本部の重要事件捜査班(MCS)に配属となる。
証拠や供述から犯人を心理や動機を読み解き、それに加え尋問などを有効に用いてじわじわと犯人を追い詰めていくことを得意とする。外国語にも理解があるようで、犯人であるドイツ人に身勝手な理由で犯罪を正当化されたときにはドイツ語で怒りを露にしていた。
  - アレクサンドラ・エイムズ：キャスリン・アーブ (シーズン1-4、シーズン5-8の隔話、シーズン9の1-2話、シーズン10) - 八十川真由野
NYPD風紀取締特別班に4年間勤務したのち、本部の重要事件捜査班(MCS)に配属となる。
  - ジェームズ・ディーキンス警部：ジェイミー・シェリダン(シーズン1-5) - 田中正彦
  - ロン・カーバー検事補：コートニー・B・ヴァンス(シーズン1-5) - 田中完
  - ダニー・ロス警部：エリック・ボゴシアン(シーズン6-8、シーズン9の1-2話)
  - マイク・ローガン刑事：クリス・ノース (シーズン4、シーズン5-7)
本家シリーズ初期のレギュラー・キャラクター。
シーズン4にてゲスト出演。シーズン5より隔話でレギュラー出演。
  - キャロリン・バレック刑事:アナベラ・シオラ(シーズン5)
ローガン刑事の相棒。
  - メーガン・ウィーラー刑事：ジュリアンヌ・ニコルソン(シーズン6-8)
ローガン刑事の相棒。後にニコルズ刑事の相棒。
  - ノーラ・ファラッチ：アリシア・ウィット(シーズン7)
ローガン刑事の相棒。ウィーラー刑事役のジュリアンヌ・ニコルソンが産休中の一時的な出演。
  - ザック・ニコルズ刑事：ジェフ・ゴールドブラム(シーズン8-9)
シーズン8から登場。隔話でレギュラー出演。
  - セリーナ・スティーヴンス刑事：サフロン・バロウズ (シーズン9)
ニコルズ刑事の相棒。
  - ゾーイ・カラス警部：メアリー・エリザベス・マストラントニオ(シーズン9)
シーズン9に登場。
  - ジョセフ・ハンナ警部：ジェイ・O・サンダース(シーズン10)
シーズン10に登場。
  - Dr.ポーラ・ガイソン：ジュリア・オーモンド(シーズン10)
ゴーレン刑事のカウンセリングをする心理学者。

## エピソード

### シーズン1（2001-2002）
| 話数   | タイトル（邦題）       | 原題               | 米国初放送日   | 日本初放送日   |
| ------ | ---------------------- | ------------------ | -------------- | -------------- |
| 第1話  | 右脳捜査官VSカリスマ犯 | One                | 2001年9月30日  | 2008年12月14日 |
| 第2話  | アートと詐欺とプライド | Art                | 2001年10月7日  | 2008年12月21日 |
| 第3話  | 依頼殺人のからくり     | Smothered          | 2001年10月14日 | 2008年12月28日 |
| 第4話  | 祈りは誰のために       | The Faithful       | 2001年10月17日 | 2009年1月4日   |
| 第5話  | 暴走する欲望           | Jones              | 2001年10月21日 | 2009年1月11日  |
| 第6話  | 消えた詐欺師           | The Extra Man      | 2001年10月28日 | 2009年1月18日  |
| 第7話  | 死の天使               | Poison             | 2001年11月11日 | 2009年1月25日  |
| 第8話  | 恩赦になった男         | Pardoner's Tale    | 2001年11月18日 | 2009年2月1日   |
| 第9話  | 法廷での心理戦         | The Good Doctor    | 2001年11月25日 | 2009年2月8日   |
| 第10話 | パーフェクトクライム   | Enemy Within       | 2001年12月9日  | 2009年2月15日  |
| 第11話 | 第三の騎士             | The Third Horseman | 2002年1月6日   | 2009年2月22日  |
| 第12話 | ラストチャンス         | Crazy              | 2002年1月13日  | 2009年3月1日   |
| 第13話 | 騙されたセレブ         | The Insider        | 2002年1月27日  | 2009年3月8日   |
| 第14話 | 人間の皮を着た狼       | Homo Homini Lupis  | 2002年3月3日   | 2009年3月15日  |
| 第15話 | 犯罪の第一法則         | Semi-Professional  | 2002年3月10日  | 2009年3月22日  |
| 第16話 | 幸せな共犯者           | Phantom            | 2002年3月17日  | 2009年3月29日  |
| 第17話 | 激怒型殺人事件         | Seizure            | 2002年3月31日  | 2009年4月5日   |
| 第18話 | 心の奥底にある欲望     | Yesterday          | 2002年4月14日  | 2009年4月12日  |
| 第19話 | マフィアの娘           | Maledictus         | 2002年4月21日  | 2009年4月19日  |
| 第20話 | 警察官の誇り           | Badge              | 2002年4月28日  | 2009年4月26日  |
| 第21話 | 難病のベストセラー     | Faith              | 2002年4月28日  | 2009年5月3日   |
| 第22話 | 失った記憶と偽証       | Tuxedo Hill        | 2002年5月10日  | 2009年5月10日  |

### シーズン2（2002-2003）
| 話数       | タイトル（邦題）       | 原題                 | 米国初放送日   | 日本初放送日   |
| ---------- | ---------------------- | -------------------- | -------------- | -------------- |
| 第1話(23)  | ミスなき殺し屋         | Dead                 | 2002年9月29日  | 2009年6月21日  |
| 第2話(24)  | 解の中のSOS            | Bright Boy           | 2002年10月6日  | 2009年6月28日  |
| 第3話(25)  | ゴーレンに迫る恐怖     | Anti-Thesis          | 2002年10月13日 | 2009年7月5日   |
| 第4話(26)  | 不釣合いな夫婦         | Best Defense         | 2002年10月20日 | 2009年7月12日  |
| 第5話(27)  | 幻の骨とう品           | Chinoiserie          | 2002年10月27日 | 2009年7月19日  |
| 第6話(28)  | 不正な薬品処理         | Malignant            | 2002年11月3日  | 2009年7月26日  |
| 第7話(29)  | 悲しき妄想の果てに     | Tomorrow             | 2002年11月10日 | 2009年8月2日   |
| 第8話(30)  | 迷える心のジハード     | The Pilgrim          | 2002年11月17日 | 2009年8月9日   |
| 第9話(31)  | 受け継がれた名前       | Shandeh              | 2002年12月1日  | 2009年8月16日  |
| 第10話(32) | 自己変革という洗脳     | Con-Text             | 2003年1月5日   | 2009年8月23日  |
| 第11話(33) | つまらない女           | Baggage              | 2003年1月12日  | 2009年8月30日  |
| 第12話(34) | 操り人形               | Suite Sorrow         | 2003年2月2日   | 2009年9月6日   |
| 第13話(35) | 逆論理の悲劇           | See Me               | 2003年2月9日   | 2009年9月13日  |
| 第14話(36) | ホームレス連続殺人事件 | Probability          | 2003年2月16日  | 2009年9月20日  |
| 第15話(37) | 悪意に満ちたナルシスト | Monster              | 2003年3月2日   | 2009年9月27日  |
| 第16話(38) | 冨と妄想               | Cuba Libre           | 2003年3月9日   | 2009年10月4日  |
| 第17話(39) | 冷たい安らぎ           | Cold Comfort         | 2003年3月30日  | 2009年10月11日 |
| 第18話(40) | 負け犬の人生           | Legion               | 2003年4月6日   | 2009年10月18日 |
| 第19話(41) | 盗まれた遺品           | Cherry Red           | 2003年4月27日  | 2009年10月25日 |
| 第20話(42) | ゴーレンの頭脳戦       | Blink                | 2003年5月4日   | 2009年11月1日  |
| 第21話(43) | 一族と名誉のために     | Graansha             | 2003年5月11日  | 2009年11月8日  |
| 第22話(44) | 人獣伝染病             | Zoonotic             | 2003年5月18日  | 2009年11月15日 |
| 第23話(45) | 仕組まれた復讐劇       | A Person of Interest | 2003年5月18日  | 2009年11月22日 |

### シーズン3（2003-2004）
| 話数       | タイトル（邦題）       | 原題                | 米国初放送日   | 日本初放送日   |
| ---------- | ---------------------- | ------------------- | -------------- | -------------- |
| 第1話(46)  | 執着の行方             | Undanted            | 2003年9月28日  | 2010年6月11日  |
| 第2話(47)  | ゆがんだコンプレックス | Gemini              | 2003年10月5日  | 2010年6月11日  |
| 第3話(48)  | 天の恵み               | The Gift            | 2003年10月12日 | 2010年6月18日  |
| 第4話(49)  | 執念                   | But not Forgotten   | 2003年10月19日 | 2010年6月25日  |
| 第5話(50)  | 記者のプライド         | Pravda              | 2003年10月26日 | 2010年7月2日   |
| 第6話(51)  | すべては愛のため       | Stray               | 2003年11月2日  | 2010年7月9日   |
| 第7話(52)  | 秘められた憎悪         | A Murderer among us | 2003年11月9日  | 2010年7月16日  |
| 第8話(53)  | 恐るべき子供たち       | Sound bodies        | 2003年11月16日 | 2010年7月23日  |
| 第9話(54)  | 哀しい歌声             | Happy family        | 2003年11月23日 | 2010年7月30日  |
| 第10話(55) | 仮想世界への執着       | F.P.S               | 2004年1月4日   | 2010年8月6日   |
| 第11話(56) | 孤独な男の夢の果て     | Mad hops            | 2004年1月11日  | 2010年8月13日  |
| 第12話(57) | 欲望の渦               | Unrequited          | 2004年1月18日  | 2010年8月20日  |
| 第13話(58) | 身代わり強盗犯         | Pas de deux         | 2004年2月15日  | 2010年8月27日  |
| 第14話(59) | 付け替えられたラベル   | Mis-labeled         | 2004年2月22日  | 2010年9月3日   |
| 第15話(60) | 秘かな敵意             | Shrink-wrapped      | 2004年3月7日   | 2010年9月10日  |
| 第16話(61) | ルイーズの奇跡         | The Saint           | 2004年3月14日  | 2010年9月17日  |
| 第17話(62) | 叶えられた意思表示     | Conscience          | 2004年3月28日  | 2010年9月24日  |
| 第18話(63) | 野望を秘めた妻         | Ill-bred            | 2004年4月18日  | 2010年10月1日  |
| 第19話(64) | 生まれ持った宿命       | Fico di capo        | 2004年5月9日   | 2010年10月8日  |
| 第20話(65) | 神のモルヒネ           | D.A.W.              | 2004年5月16日  | 2010年10月15日 |
| 第21話(66) | 復讐は灰の味           | Consumed            | 2004年5月23日  | 2010年10月22日 |

### シーズン4（2004-2005）
| 話数       | タイトル（邦題）         | 原題                      | 米国初放送日   | 日本初放送日   |
| ---------- | ------------------------ | ------------------------- | -------------- | -------------- |
| 第1話(67)  | 強迫観念                 | Semi-Deta Ched            | 2004年9月26日  | 2010年12月10日 |
| 第2話(68)  | 写真に込めた復讐         | The Posthumous Collection | 2004年10月3日  | 2010年12月17日 |
| 第3話(69)  | 孤独な男の欲望           | Want                      | 2004年10月10日 | 2010年12月24日 |
| 第4話(70)  | みせかけの愛情           | Great Barrier             | 2004年10月17日 | 2010年12月31日 |
| 第5話(71)  | 家族の宗教対立           | Eosphoros                 | 2004年10月24日 | 2011年1月7日   |
| 第6話(72)  | 孤独なジェニー           | In The Dark               | 2004年10月31日 | 2011年1月14日  |
| 第7話(73)  | 母親失格の代償           | Magnificat                | 2004年11月7日  | 2011年1月21日  |
| 第8話(74)  | 幻の銀食器               | Silver Lining             | 2004年11月14日 | 2011年1月28日  |
| 第9話(75)  | 孤独な天才               | Inert Dwarf               | 2004年11月21日 | 2011年2月4日   |
| 第10話(76) | 殺人マンション           | View From Up Here         | 2005年1月2日   | 2011年2月11日  |
| 第11話(77) | 自由を奪われた天才       | Gone                      | 2005年1月9日   | 2011年2月18日  |
| 第12話(78) | バンパイアの集い         | Collective                | 2005年1月30日  | 2011年2月25日  |
| 第13話(79) | スタンフォード刑務所実験 | Stress Position           | 2005年2月13日  | 2011年3月4日   |
| 第14話(80) | セックスとスキャンダル   | Sex Club                  | 2005年2月20日  | 2011年3月11日  |
| 第15話(81) | 究極メニューのワナ       | Death Roe                 | 2005年3月13日  | 2011年3月18日  |
| 第16話(82) | 与え続ける男             | Ex Stasis                 | 2005年3月20日  | 2011年3月25日  |
| 第17話(83) | DNAの呪縛                | Shibboleth                | 2005年3月27日  | 2011年4月1日   |
| 第18話(84) | 本当の家族               | The Good Child            | 2005年4月3日   | 2011年4月8日   |
| 第19話(85) | 美人姿の野獣             | Beast                     | 2005年4月10日  | 2011年4月15日  |
| 第20話(86) | 集団自殺の罠             | No Exit                   | 2005年5月1日   | 2011年4月22日  |
| 第21話(87) | セレブ被害者             | The Unblinking Eye        | 2005年5月8日   | 2011年4月29日  |
| 第22話(88) | 名誉と欲望の果て         | My Good Name              | 2005年5月15日  | 2011年5月5日   |
| 第23話(89) | 法を憎む男               | False-Hearted Judges      | 2005年5月25日  | 2011年5月12日  |

### シーズン5（2005-2006）
| 話数        | タイトル（邦題）     | 原題                           | 米国初放送日   | 日本初放送日   |
| ----------- | -------------------- | ------------------------------ | -------------- | -------------- |
| 第1話(90)   | 内なる成長           | Grow                           | 2005年9月25日  | 2011年5月20日  |
| 第2話(91)   | ダイヤを狩る犬       | Diamond Dogs                   | 2005年10月2日  | 2011年5月27日  |
| 第3話(92)   | 囚われの妻           | Prisoner                       | 2005年10月9日  | 2011年6月3日   |
| 第4話(93)   | 汚れた青い血         | Unchained                      | 2005年10月16日 | 2011年6月10日  |
| 第5話(94)   | つぐない             | Acts of Contrition             | 2005年10月23日 | 2011年6月17日  |
| 第6話(95)   | ねじれた愛情 前編    | In the Wee Small Hours: Part 1 | 2005年11月6日  | 2011年6月24日  |
| 第7話(96)   | ねじれた愛情 後編    | In the Wee Small Hours: Part 2 | 2005年11月6日  | 2011年7月1日   |
| 第8話(97)   | 美しい顔             | Saving Face                    | 2005年11月27日 | 2011年7月8日   |
| 第9話(98)   | 恐怖の調教           | Scared Crazy                   | 2005年12月4日  | 2011年7月15日  |
| 第10話(99)  | 人形の奪い合い       | Dollhouse                      | 2006年1月8日   | 2011年7月22日  |
| 第11話(100) | 殺人クラブ           | Slither                        | 2006年1月15日  | 2011年7月29日  |
| 第12話(101) | 空から降る死体       | Watch                          | 2006年1月22日  | 2011年8月5日   |
| 第13話(102) | 一族のプライド       | Proud Flesh                    | 2006年3月12日  | 2011年8月12日  |
| 第14話(103) | 強欲な白人           | Wasichu                        | 2006年3月19日  | 2011年8月19日  |
| 第15話(104) | 望まれなかった子     | Wrongful Life                  | 2006年3月26日  | 2011年8月26日  |
| 第16話(105) | エゴイストの喜劇     | Dramma Giocoso                 | 2006年4月9日   | 2011年9月2日   |
| 第17話(106) | 真実の追求           | Vacancy                        | 2006年4月16日  | 2011年9月9日   |
| 第18話(107) | 呪術                 | The Healer                     | 2006年4月23日  | 2011年9月16日  |
| 第19話(108) | ギャンブル・クルーズ | Cruise to Nowhere              | 2006年4月30日  | 2011年9月23日  |
| 第20話(109) | 希望の家             | To the Bone                    | 2006年5月7日   | 2011年9月30日  |
| 第21話(110) | 火遊びの代償         | On Fire                        | 2006年5月7日   | 2011年10月7日  |
| 第22話(111) | 大義のために         | The Good                       | 2006年5月14日  | 2011年10月14日 |

### シーズン6（2006-2007）
| 話数        | タイトル（邦題）     | 原題              | 米国初放送日   | 日本初放送日   |
| ----------- | -------------------- | ----------------- | -------------- | -------------- |
| 第1話(112)  | 15年後の顛末         | Blind Spot        | 2006年9月19日  | 2011年10月21日 |
| 第2話(113)  | 愛してると言って     | Tru Love          | 2006年9月26日  | 2011年10月28日 |
| 第3話(114)  | 海辺の町             | Siren Call        | 2006年10月3日  | 2011年11月4日  |
| 第4話(115)  | 英雄の最期           | Maltese Cross     | 2006年10月10日 | 2011年11月11日 |
| 第5話(116)  | スケープゴート       | Bedfellows        | 2006年10月17日 | 2011年11月18日 |
| 第6話(117)  | 天使が消えた夜       | Masquerade        | 2006年10月31日 | 2011年11月25日 |
| 第7話(118)  | 憧れのニューヨーク   | Country Crossover | 2006年11月7日  | 2011年12月2日  |
| 第8話(119)  | 死への帰還           | The War at Home   | 2006年11月14日 | 2011年12月9日  |
| 第9話(120)  | スターの末路         | Blasters          | 2006年11月21日 | 2011年12月16日 |
| 第10話(121) | したたかな誘拐       | Weeping Willow    | 2006年11月28日 | 2011年12月23日 |
| 第11話(122) | クイーンズの世界対立 | World's Fair      | 2007年1月2日   | 2011年12月30日 |
| 第12話(123) | 汚れた家名           | Privilege         | 2007年1月9日   | 2012年1月6日   |
| 第13話(124) | 厄介な配偶者         | Albatross         | 2007年2月6日   | 2012年1月13日  |
| 第14話(125) | 沈黙の街             | Flipped           | 2007年2月13日  | 2012年1月20日  |
| 第15話(126) | 神の不在             | Brother's Keeper  | 2007年2月20日  | 2012年1月27日  |
| 第16話(127) | デッドライン         | 30                | 2007年2月27日  | 2012年2月3日   |
| 第17話(128) | オールド・ギャング   | Players           | 2007年3月27日  | 2012年2月10日  |
| 第18話(129) | 静寂の殻             | Silencer          | 2007年4月3日   | 2012年2月17日  |
| 第19話(130) | 宇宙飛行士           | Rocket Man        | 2006年4月30日  | 2012年2月24日  |
| 第20話(131) | ドラッグ・カルテル   | Bombshell         | 2007年5月1日   | 2012年3月2日   |
| 第21話(132) | 最後の贈り物         | Endgame           | 2007年5月8日   | 2012年3月9日   |
| 第22話(133) | 叶わなかった未来     | Renewal           | 2007年5月14日  | 2012年3月16日  |

### シーズン7（2007-2008）
| 話数        | タイトル（邦題）       | 原題                                                                                  | 米国初放送日   | 日本初放送日  |
| ----------- | ---------------------- | ------------------------------------------------------------------------------------- | -------------- | ------------- |
| 第1話(134)  | 命の埋め合わせ         | Amends                                                                                | 2007年10月4日  | 2012年3月23日 |
| 第2話(135)  | 305番の誤算            | Seeds                                                                                 | 2007年10月11日 | 2012年3月30日 |
| 第3話(136)  | 赤い野望               | Smile                                                                                 | 2007年10月18日 | 2012年4月6日  |
| 第4話(137)  | 美しい顔               | Lonelyville                                                                           | 2007年10月25日 | 2012年4月13日 |
| 第5話(138)  | 父と息子               | Depths                                                                                | 2007年11月1日  | 2012年4月20日 |
| 第6話(139)  | 仮面夫婦               | Courtship                                                                             | 2007年11月8日  | 2012年4月27日 |
| 第7話(140)  | ベストセラー           | Self-made                                                                             | 2007年11月15日 | 2012年5月4日  |
| 第8話(141)  | ブロンクスは燃えている | Offense                                                                               | 2007年11月29日 | 2012年5月11日 |
| 第9話(142)  | 外れた鎖               | Untethered                                                                            | 2007年12月6日  | 2012年5月18日 |
| 第10話(143) | 理由なき殺人           | Senseless                                                                             | 2007年12月13日 | 2012年5月25日 |
| 第11話(144) | 試練                   | Purgatory                                                                             | 2008年6月8日   | 2012年6月1日  |
| 第12話(145) | コントラクトマン       | Contract                                                                              | 2008年6月15日  | 2012年6月8日  |
| 第13話(146) | 裏切られた者           | Betrayed                                                                              | 2008年6月22日  | 2012年6月15日 |
| 第14話(147) | 暗殺者                 | Assassin                                                                              | 2008年6月29日  | 2012年6月22日 |
| 第15話(148) | カーネギーヒル戦争     | Please Note We Are No Longer Accepting Letters of Recommendation from Henry Kissinger | 2008年6月29日  | 2012年6月29日 |
| 第16話(149) | 黒い秘密               | Reunion                                                                               | 2008年7月13日  | 2012年7月6日  |
| 第17話(150) | イリュージョン         | Vanishing Act                                                                         | 2008年7月20日  | 2012年7月13日 |
| 第18話(151) | 怒りのKO               | Ten Count                                                                             | 2008年7月27日  | 2012年7月20日 |
| 第19話(152) | 過ぎたイタズラ         | Legacy                                                                                | 2008年8月3日   | 2012年7月27日 |
| 第20話(153) | 自警団                 | Neighborhood Watch                                                                    | 2008年8月10日  | 2012年8月3日  |
| 第21話(154) | 最後の告白             | Last Rites                                                                            | 2008年8月17日  | 2012年8月10日 |
| 第22話(155) | パズルゲーム           | Frame                                                                                 | 2008年8月24日  | 2012年8月17日 |

### シーズン8（2009）
| 話数        | タイトル（邦題）     | 原題                  | 米国初放送日  | 日本初放送日   |
| ----------- | -------------------- | --------------------- | ------------- | -------------- |
| 第1話(156)  | 絶望のスキャンダル   | Playing Dead          | 2009年4月19日 | 2012年8月24日  |
| 第2話(157)  | ロックスター         | Rock Star             | 2009年4月26日 | 2012年8月31日  |
| 第3話(158)  | 仮面の貴族           | Identity Crisis       | 2009年5月3日  | 2012年9月7日   |
| 第4話(159)  | 医師の特権           | In Treatment          | 2009年5月10日 | 2012年9月14日  |
| 第5話(160)  | 忠実なしもべ         | Faithfully            | 2009年5月17日 | 2012年9月21日  |
| 第6話(161)  | ヘレンの献身         | Astoria Helen         | 2009年5月31日 | 2012年9月28日  |
| 第7話(162)  | 空っぽの揺りかご     | Folie a Deux          | 2009年6月7日  | 2012年10月5日  |
| 第8話(163)  | 愛しのメダリスト     | The Glory That Was... | 2009年6月14日 | 2012年10月12日 |
| 第9話(164)  | 天から下りてきた声   | Family Values         | 2009年6月21日 | 2012年10月19日 |
| 第10話(165) | マンハッタンの女神   | Salome in Manhattan   | 2009年6月28日 | 2012年10月26日 |
| 第11話(166) | 男と女               | Lady's Man            | 2009年6月28日 | 2012年11月2日  |
| 第12話(167) | 情熱の詩             | Passion               | 2009年7月12日 | 2012年11月9日  |
| 第13話(168) | ギャンブル・ブルース | All In                | 2009年7月19日 | 2012年11月16日 |
| 第14話(169) | 重大な事件           | Major Case            | 2009年7月26日 | 2012年11月23日 |
| 第15話(170) | 最高の男             | Alpha Dog             | 2009年8月2日  | 2012年11月30日 |
| 第16話(171) | 革命                 | Revolution            | 2009年8月9日  | 2012年12月7日  |

### シーズン9（2010）
| 話数        | タイトル（邦題）       | 原題                         | 米国初放送日  | 日本初放送日   |
| ----------- | ---------------------- | ---------------------------- | ------------- | -------------- |
| 第1話(172)  | ロイヤルティ 前編      | Loyalty:Part1                | 2010年3月30日 | 2012年12月14日 |
| 第2話(173)  | ロイヤルティ 後編      | Loyalty:Part2                | 2010年4月6日  | 2012年12月21日 |
| 第3話(174)  | ブロードチャンネル     | Broad Channel                | 2010年4月13日 | 2012年12月28日 |
| 第4話(175)  | ガラスの乙女たち       | Delicate                     | 2010年4月20日 | 2013年1月4日   |
| 第5話(176)  | 神としもべ             | Gods & Insects               | 2010年4月27日 | 2013年1月11日  |
| 第6話(177)  | 究極の選択             | Abel & Willing               | 2010年5月4日  | 2013年1月18日  |
| 第7話(178)  | 分かち合う猟奇         | Love Sick                    | 2010年5月11日 | 2013年1月25日  |
| 第8話(179)  | トム・レイノルズの亡霊 | Love on Ice                  | 2010年5月18日 | 2013年2月1日   |
| 第9話(180)  | 才能ある娘             | Traffic                      | 2010年5月25日 | 2013年2月8日   |
| 第10話(181) | モンスター             | Disciple                     | 2010年6月1日  | 2013年2月15日  |
| 第11話(182) | 信仰と血               | Lost Children of the Blood   | 2010年6月8日  | 2013年2月22日  |
| 第12話(183) | 堕ちた帝国             | True Legacy                  | 2010年6月15日 | 2013年3月1日   |
| 第13話(184) | 父の背中               | The Mobster will See You Now | 2010年6月22日 | 2013年3月8日   |
| 第14話(185) | 忘れ得ぬ人             | Palimpsest                   | 2010年6月29日 | 2013年3月15日  |
| 第15話(186) | 灰の水曜日             | Inhumane Society             | 2010年7月6日  | 2013年3月22日  |
| 第16話(187) | 僕の中の先生           | Three-in-One                 | 2010年7月6日  | 2013年3月29日  |

### シーズン10（2011）
| 話数       | タイトル（邦題）     | 原題                            | 米国初放送日  | 日本初放送日  |
| ---------- | -------------------- | ------------------------------- | ------------- | ------------- |
| 第1話(188) | リスペクト           | Rispetto                        | 2011年5月1日  | 2013年6月7日  |
| 第2話(189) | 聖なる虐待者         | The Consoler                    | 2011年5月8日  | 2013年6月14日 |
| 第3話(190) | 情報戦               | Boots on the Ground             | 2011年5月15日 | 2013年6月21日 |
| 第4話(191) | マンハッタンの片隅で | The Last Stree in Manhattan     | 2011年5月22日 | 2013年6月28日 |
| 第5話(192) | 復讐の祝杯           | Trohy Wine                      | 2011年6月5日  | 2013年7月5日  |
| 第6話(193) | 死体処理             | Cadaver                         | 2011年6月12日 | 2013年7月12日 |
| 第7話(194) | イカロス             | Icarus                          | 2011年6月19日 | 2013年7月19日 |
| 第8話(195) | 運命の恋人           | To the Boy in the Blue Knit Cap | 2011年6月26日 | 2013年7月26日 |

## 関連事項
- アメリカ合衆国のテレビドラマ一覧 (年代順)